# Bladgewas
Een bladgewas of bladgroente is een gewas dat om het blad geteeld wordt. Tot de bladgewassen behoren verschillende groentesoorten. Sommige soorten worden rauw of gekookt gegeten en andere alleen gekookt. Een ouder woord voor (m.n. bereide) bladgroente is warmoes.
Er zijn ook groentesoorten, zoals rabarber waarvan alleen de bladsteel gegeten wordt.
Enkele voorbeelden van bladgewassen zijn:
- Andijvie
- Boerenkool
- Chinese kool
- Groenlof
- Sla
- Sluitkool
- Snijbiet
- Spinazie
- Witlof